# John Kasich
John Richard Kasich (McKees Rocks, Pennsylvania, 1952. május 13. –) amerikai politikus, Ohio állam 69. kormányzója. 2000-ben és 2016-ban a republikánus párt elnökjelölt-aspiránsa.

## Fiatalkora, tanulmányai
John Kasich 1952. május 13-án született a Pennsylvania állambeli McKees Rocksban ami egy iparváros Pittsburgh közelében. Apja John Kasich horvát, anyja Anne Vukovich cseh származású. Kasich önmagát horvátnak és csehnek tartja. 

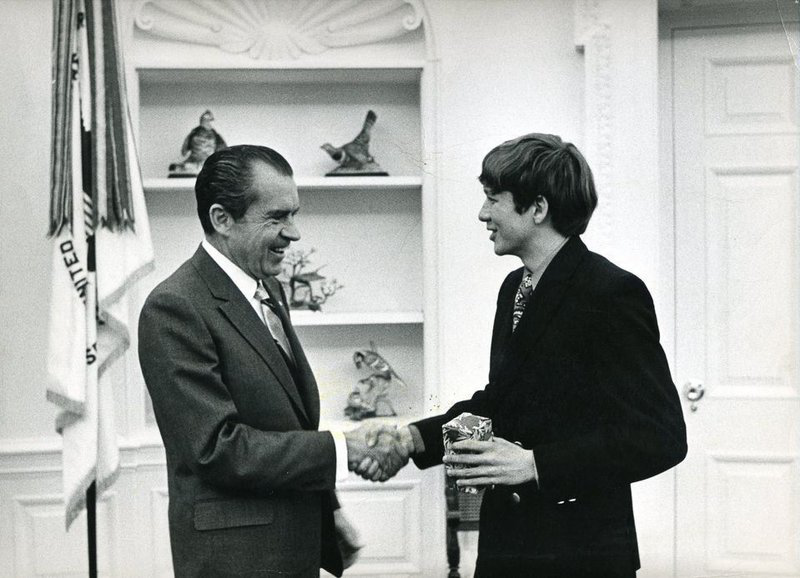
Kasich és Nixon elnök 1970-ben.

Alapfokú tanulmányait szülővárosában McKees Rocksban végezte, majd beiratkozott az Ohioi Állami Egyetemre. Az egyetemen csatlakozott az USA legrégebbi diákszövetségeinek egyikéhez az Alpha Sigma Phi Testvériséghez. 1970-ben, elsőéves egyetemistaként 18 évesen levelet írt, hogy a nemzet érdekében szeretne találkozni az elnökkel. Novice Fawcett az Ohioi Egyetem rektora a levelet továbbította az elnöki hivatalnak és Kasich 20 perces találkozót kapott Richard Nixon elnökkel a Fehér Házban.
1974-ben politológiából szerzett diplomát. Majd 1975 és 1978 között az Ohioi Jogalkotási Szolgáltató Bizottságnál dolgozott mint Buz Lukens kongresszusi képviselő asszisztense.

## Ohio állami szenátus
Kasich 1978-ban elindult az Ohioi állami szenátusi választásokon a 15. körzetben a hivatalban lévő demokrata Robert O'Shaughnessyvel szemben. Politikai szövetségesei a fiatal Kasichra mint igazi harcosra emlékeznek, a 26 éves Kasich végül 56%-kal verte meg ellenfelét, és lett négy évig az Ohioi törvényhozás tagja.

## Választási megmérettetései
| Év   | Hivatal                | Jelölt      | Párt         | %   |                      | Jelölt    | Párt | % |
| ---- | ---------------------- | ----------- | ------------ | --- | -------------------- | --------- | ---- | - |
| 1978 | Ohioi Állami Szenátus  | John Kasich | Republikánus | 56% | Robert O'Shaughnessy | Demokrata | 44%  |   |
| 1982 | Kongresszusi képviselő | John Kasich | Republikánus | 50% | Bob Shamansky        | Demokrata | 46%  |   |
| 1984 | Kongresszusi képviselő | John Kasich | Republikánus | 70% | Richard S. Sloan     | Demokrata | 30%  |   |
| 1986 | Kongresszusi képviselő | John Kasich | Republikánus | 73% | Timothy C. Jochim    | Demokrata | 27%  |   |
| 1988 | Kongresszusi képviselő | John Kasich | Republikánus | 80% | Mark P. Brown        | Demokrata | 20%  |   |
| 1990 | Kongresszusi képviselő | John Kasich | Republikánus | 72% | Mike Gelpi           | Demokrata | 28%  |   |
| 1992 | Kongresszusi képviselő | John Kasich | Republikánus | 71% | Bob Fitrakis         | Demokrata | 29%  |   |
| 1994 | Kongresszusi képviselő | John Kasich | Republikánus | 67% | Cynthia L. Ruccia    | Demokrata | 33%  |   |
| 1996 | Kongresszusi képviselő | John Kasich | Republikánus | 64% | Cynthia L. Ruccia    | Demokrata | 33%  |   |
| 1998 | Kongresszusi képviselő | John Kasich | Republikánus | 67% | Edward S. Brown      | Demokrata | 33%  |   |
| 2010 | Ohioi kormányzó        | John Kasich | Republikánus | 49% | Ted Strickland       | Demokrata | 47%  |   |
| 2014 | Ohioi kormányzó        | John Kasich | Republikánus | 64% | Ed FitzGerald        | Demokrata | 33%  |   |